# Oliarus fida
Oliarus fida är en insektsart som beskrevs av Van Duzee 1914. Oliarus fida ingår i släktet Oliarus och familjen kilstritar. Inga underarter finns listade i Catalogue of Life.